# Gilberto Severini
Gilberto Severini (Osimo, 27 gennaio 1941 – Osimo, 15 luglio 2025) è stato uno scrittore italiano.

## Biografia
Gilberto Severini è nato nel 1941 a Osimo, nelle Marche. Esordisce nel 1978 con la raccolta di poesie Assente In-Giustificato corredata da illustrazioni dell'artista Mara Corraine, prosegue nel 1981 con la raccolta poetica Nelle aranciate amare e l'anno successivo dà alle stampe la sua prima opera narrativa, il romanzo breve Consumazioni al tavolo. Segue il romanzo generazionale Sentiamoci qualche volta del 1984, poi raccolto insieme con Consumazioni al tavolo in Partners, con l'inedito Feste perdute, nel 1988. Dello stesso anno è la raccolta di racconti Fuoco magico. Del 1998 è la raccolta Quando Chicco si spoglia sorride sempre, che riceve il premio Arturo Loria; mentre nel 2010 A cosa servono gli amori infelici giunge finalista al Premio Strega dell'anno successivo. Backstage del 2013 è una lunga lettera dello scrittore al suo editore, mentre la sua ultima fatica letteraria è il romanzo Dilettanti del 2018.

## Opere

### Poesia
- Assente In-Giustificato, Ancona, S.T.E. Ancona, 1978 - collana diretta da Carlo Emanuele Bigatti

- Nelle aranciate amare, Ancona, Il lavoro editoriale, 1981. ISBN 978-8876630118
- Nelle aranciate amare e altri refrain, con una nota di Franco Scataglini, Ancona, Pequod, 1997. ISBN 88-7663-243-3

### Romanzi
- Consumazioni al tavolo, Ancona, Il lavoro editoriale, 1982. ISBN 978-8876630125; Roma, Playground, 2019[6]. ISBN 978-88-99452-24-7 [con Sentiamoci qualche volta]
- Sentiamoci qualche volta, con una nota di Pier Vittorio Tondelli, Ancona, Il lavoro editoriale, 1984. ISBN 978-8876630361; Roma, Playground, 2019[6]. ISBN 978-88-99452-24-7 [con Consumazioni al tavolo]
- Partners. 3 romanzi generazionali sulla "maleducazione sentimentale" degli anni Ottanta, Ancona, Transeuropa, 1988. ISBN 88-7828-004-6 [contiene: Consumazioni al tavolo[6]; Sentiamoci qualche volta[6]; Feste perdute (inedito)]
- Un breve autunno, Ancona, Transeuropa, 1991. ISBN 88-7828-049-6
- Congedo ordinario, con postfazione di Massimo Raffaeli, Ancona, Pequod, 1996. ISBN 978-88-99452-24-7; Roma, Playground, 2011. ISBN 978-88-89113-55-4
- Feste perdute, con postfazione di Fulvio Panzeri, Ancona, Transeuropa, 1997. ISBN 88-7828-078-X
- La sartoria, Milano, Rizzoli, 2001. ISBN 88-17-86770-5; Roma, Playground, 2021[7]. ISBN 978-88-99452-40-7 [con Il praticante]
- Ospite in soffitta, Ancona, Pequod, 2002. ISBN 88-87418-62-4
- Ragazzo prodigio, Ancona, Pequod, 2005. ISBN  88-87418-83-7
- Il praticante, Roma, Playground, 2009. ISBN 978-88-89113-40-0; Roma, Playground, 2021. ISBN 978-88-99452-40-7 [con La sartoria]
- A cosa servono gli amori infelici, Roma, Playground, 2010. ISBN 978-88-89113-50-9; ; Roma, Playground, 2024[8]. ISBN 978-88-99452-69-8
- Backstage, Roma, Playground, 2013. ISBN 978-88-89113-78-3
- Dilettanti, Roma, Playground, 2018. ISBN 978-88-99452-16-2

### Racconti
- Fuoco magico, Ancona, Transeuropa, 1988. ISBN  88-7828-021-6
- Capodanni, con illustrazioni di Roberta Manzotti, Ancona, Pequod, 1999. ISBN 88-87418-20-9
- Quando Chicco si spoglia sorride sempre, Milano, Rizzoli, 1998. ISBN  88-17-66984-9; Roma, Playground, 2020[9]. ISBN 978-88-99452-30-8